# Joan Plaza
Joan Plaza Durán (ur. 26 grudnia 1963 w Barcelonie) – hiszpański trener koszykówki, w latach 2006–2009 trener sekcji koszykówki Realu Madryt.
Do 2004 był trenerem juniorów oraz asystentem Aíto Garcíi Renesesa w Joventucie Badalona. Od sezonu 2004/05 pełnił funkcję drugiego trenera Realu Madryt, asystenta Božidara Maljkovicia. Brak tytułów i awansu do Euroligi w sezonie 2005/06 spowodował zwolnienie serbskiego trenera. Na przełomie lipca i sierpnia 2006 Plaza został pierwszym trenerem drużyny z Madrytu. 3 sierpnia nastąpiła jego oficjalna prezentacja na Estadio Santiago Bernabéu. Największe sukcesy Plazy osiągnięte z Realem to zwycięstwo w Pucharze ULEB i mistrzostwo ligi ACB, zdobyte w pierwszym sezonie samodzielnej pracy na stanowisku szkoleniowca Królewskich. Następne dwa sezony nie były udane (Real Madryt nie wygrał żadnej głównej rozgrywki), wskutek czego 18 czerwca 2009 władze klubu rozwiązały obowiązujący jeszcze przez rok kontrakt. Jego następcą został Włoch Ettore Messina.
Jego nowym klubem został Cajasol Sewilla. 20 czerwca 2009 podpisał roczny kontrakt z możliwością przedłużenia o kolejny sezon.

## Sukcesy i nagrody
Wszystkie osiągnięte z Realem Madryt
- Zdobywca Pucharu ULEB w sezonie 2006/07
- Mistrz ligi ACB w sezonie 2006/07
- Mistrz wspólnoty autonomicznej Madrytu w sezonach: 2006/07, 2007/08 i 2008/09
- Trener sezonu 2006/07 Pucharu ULEB
- Trener sezonu 2006/07 w lidze ACB
- Trener sezonu zasadniczego 2007/08 w Lidze ACB
- Trener sezonu 2006/07 w Pucharze ULEB